# Национален парк Гомбе Стрийм
Национален парк Гомбе (на английски: Gombe National Park), известен още като Национален парк Гомбе Стрийм, се намира в западния регион Кигома, Танзания, на 20 километра (10 мили) северно от град Кигома, столицата на региона. Обявен за парк през 1968 г., Гомбе е един от най-малките национални паркове на Танзания, само с 35 km2 защитена земя по хълмовете на източния бряг на езерото Танганика. Теренът се отличава със стръмни долини, а горската растителност варира от тревни площи до тропически гори. Достъпът е възможен само с лодка, паркът е известен като мястото, където Джейн Гудол прави научните си открития, свързани с поведението и популацията на шимпанзетата. Шимпанзетата от общността Касакела, представени в няколко книги и документални филма, живеят в Националния парк Гомбе.
Високите нива на животинско разнообразие правят парка все по-популярна туристическа дестинация. Освен шимпанзетата, приматите, обитаващи Гомбе, включват зелени павиани, червени колобуси, червеноопашати маймуни, диадемени гвенони и клоросебуси. Паркът също е дом на над 200 вида птици и на речни свине. Срещат се и различни видове змии, а спорадично – хипопотами и леопарди. Посетителите на парка могат да се разхождат в гората, за да разгледат шимпанзетата, както и да плуват с шнорхел в езерото Танганика, обитавано от почти 100 вида цихлиди.

## Джейн Гудол
Джейн Гудол пътува до Танзания за пръв път през 1960 г., на 26-годишна възраст без официална образователна подготовка в колеж. По онова време е прието, че хората са подобни на шимпанзетата, тъй като човешкият вид споделя над 98% сходство в генетичния код. Малко се знаело за поведението на шимпанзетата и структурата на общностите им. Когато започва своето проучване, Гудол казва: „Недопустимо е, поне в етологичните кръгове, да се говори за ум при едно животно, тъй като единствено човекът е разумно същество. Не може да се говори и за личност при животните. Разбира се всички знаят, че имат своите уникални герои – всички, които някога са притежавали куче или друг домашен любимец, са били наясно с това. Но етолозите, опитвайки се да затвърдят своята наука, се отклониха от задачата да се опитат да обяснят обективно тези неща.“ Въпреки това, нейните научни изследвания доказват точно това – интелектуалната и емоционална черта на нечовеците, в частност на шимпанзетата. С подкрепата на известния антрополог Луис Лики, Гудол създава малка изследователска станция в Гомбе с надеждата да научи повече за поведението на най-близките роднини на човека. Там тя прекарва месеци, проследявайки неуловимите групи на шимпанзетата, особено на тази от Касакела, като наблюдава техните ежедневни навици. В крайна сметка Гудол е първият човек, приет в група на шимпанзета.

### Резултати от изследването
Без обучение в колеж, насочващо изследванията ѝ, Гудол забелязва неща, които учените, притежаващи докторска степен, са пренебрегвали. Вместо да номерира шимпанзетата, които са обект на наблюденията ѝ, тя им дава имена като Фифи и Дейвид Грейбърд, забелязвайки че имат уникални и индивидуални личности, което се оказва нетрадиционна идея за онова време. Тя открива, че „не само човешките същества имат личност, които са способни на разумна мисъл и (или) емоции като радост и скръб“. Също така наблюдава поведения като прегръдки, целувки, потупвания по гърба и дори гъделичкане, които смятаме за „чисто човешки“ действия. Гудол настоява, че тези жестове са доказателство за „близките, подкрепящи и привързани връзки, които се развиват между членове на семейството и други индивиди в общността, които могат да продължат през живота им повече от 50 години“. Тези открития предполагат, че приликите между хората и шимпанзетата са не само в сходните гени, но и в емоциите, интелигентността и семейните и социални отношения.
Изследователските проучвания на Гудол в Гомбе са известни на научната общност, като оспорват две отдавнашни вярвания, че само хората могат да конструират и използват сечива и че шимпанзетата са вегетарианци. Докато наблюдава едно хранене на шимпанзе в термитна могила, тя забелязва, че то многократно поставя стръкове трева в термитните дупки, след което изважда стръковете от дупките, по които са прилепнали термити, ефективен „риболов“ на термити. Джейн наблюдава шимпанзета, които пречупват клони на дърветата и откъсват листата по тях, а по този начин клоните стават „по-ефективни“ – форма на модификация, която е рудименталното начало на изработката на сечива. Хората отдавна се разграничават от останалото животинско царство като „Човекът, служещ си със сечива“. В отговор на революционните констатации на Гудол, Луис Лики пише: „Сега трябва да предефинираме човека, да предефинираме сечивото или да приемем шимпанзетата като хора!“. В хода на своето проучване Гудол открива доказателства за психични черти при шимпанзетата като аргументирана мисъл, абстракция, обобщение, символично представяне, по-рано смятани за уникални човешки способности.
Освен мирното и привързано поведение, което наблюдава, Гудол открива и агресивната страна на шимпанзетата в Гомбе – шимпанзетата систематично ловуват и изяждат по-малки примати като колобусите. Гудол гледа как ловна група изолира един колобус високо на едно дърво, блокира всички възможни изходи, след което едно шимпанзе се покатерва нагоре, пленява и убива колобуса. След това останалите взимат части от трупа, споделяйки с други членове на ловната група, в отговор на поведението на просия. Шимпанзетата в Гомбе ежегодно убиват и изяждат една трета от колобусите в парка. Това се оказва основна научна находка, която оспорва предишните концепции, касаещи диетата и поведението на шимпанзето.
Но може би по-стряскаща и смущаваща е тенденцията за агресия и насилие в рамките на групата на шимпанзето. Гудол наблюдавал доминиращи женски, които умишлено убиват други женски, за да запазят своята доминация, стигайки понякога до канибализъм. За това поведение на шимпанзетата Джейн споделя: „През първите десет години на изследването вярвах […], че в по-голямата си част шимпанзетата в „Гомбе“ са по-добри от човешките същества. […] Тогава изведнъж открих, че те могат да бъдат брутални – че те като нас имат по-тъмна страна от своята природа.“ Тези открития революционизират съвременните познания за диетата на шимпанзето и поведението на храненето и са допълнително доказателство за социалните сходства между хората и шимпанзетата, макар и по много по-мрачен начин.

#### Изследователски център Гомбе Стрийм
Гудол живее в Гомбе почти на пълен работен ден в продължение на 15 години и дългосрочните данни, които е натрупала, са все още ценни за учените днес. През 1967 г. е създаден Центърът за изследване в Гомбе Стрийм, чиято задача е да координира текущи изследвания върху шимпанзетата в парка. В Центъра работи екип от обучени танзанийци. Изследователският център Гомбе Стрийм е най-продължителното полево проучване на животински вид в естествената им среда, вече над 40 години. Тези дългосрочни данни предоставят на учените представа за демографските модели на шимпанзето, поведението на мъжките екземпляри, лова, културата и връзките между майката и бебето през няколко поколения – редки и ценни данни. Текущите изследвания също така предоставят информация за настоящите заплахи за шимпанзетата като болести, бракониерство и нарушаване на местообитанията, които засягат и други видове в Гомбе. Изследването на Гудол също драстично променя етологичното мислене и начина на провеждане на изследванията върху поведението. Когато говоренето за емоции при животни е отхвърлено като антропоморфизъм, нейните наблюдения на животни в естествения им хабитат показват, че обществата, поведението и отношенията между животните са комплексни. Изследователският център Гомбе Стрийм провежда изследвания върху популацията на павианите, ръководени от Центъра за първични изследвания на Джейн Гудол. В изследванията се включват учени, с образователна степен доктор, и са написани над 400 доклада и 30 книги.

## Опазване
Биоразнообразието на Националния парк Гомбе е застрашено предимно от посегателството на хората. Въпреки че 25% от територията на Танзания е заета от паркове и резервати, популациите в дивата природа все още намаляват. Това се дължи главно на липсата на сътрудничество между управлението на паркове, правителствените сектори и селските общности. Селските земи често се намират между паркове и се превръщат в препятствия за животните, мигриращи между защитените територии. Без стимули за защита на животните, селските общности ги ловуват за храна или ги убиват от съображения за безопасност. Бедността също увеличава риска от намаляване на популацията на животинското царство.

## Галерия
- Входът на парка
- Характеристика на парка
- Бреговете на езерото Танганика
- Водопадът Какомбе